# Bagheera kiplingi
Espèce
Bagheera kiplingi est une espèce d'araignées aranéomorphes de la famille des Salticidae. Elle est la seule araignée connue à avoir un régime principalement herbivore.

## Distribution
Cette espèce se rencontre du Mexique au Costa Rica. Elle a été observée au Mexique, au Guatemala, au Belize et au Costa Rica.

## Habitat
Elle semble inféodée à certaines espèces d'Acacieae du genre Vachellia.

## Description

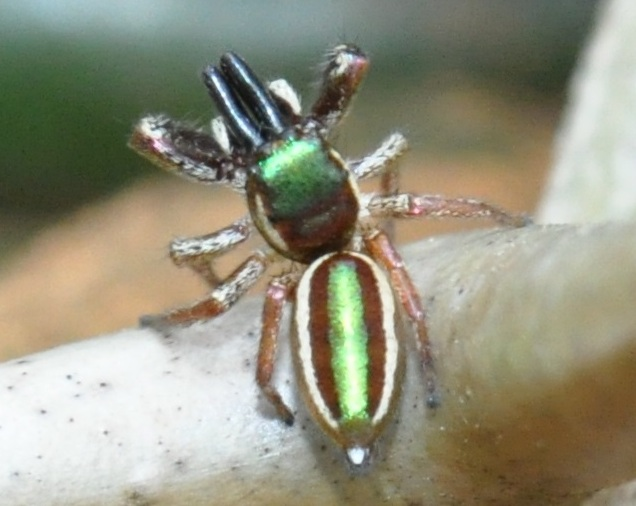
Bagheera kiplingi

Le mâle a été décrit par Peckham et Peckham en 1896, tandis que la femelle n'a été illustrée que 100 ans plus tard par Maddison en 1996.
Le mâle holotype mesure 4,4 mm. La femelle décrite par Ruiz et Edwards en 2013 mesure 6,15 mm.
Bagheera kipingli présente un dimorphisme sexuel. Le mâle possède un céphalothorax sombre présentant un dégradé de vert qui s'éclaircit vers le front, son abdomen est rouge foncé, avec des bandes longitudinales vertes et ses pattes sont ambre. La femelle, quant à elle, a un céphalothorax brun rouge qui devient noir vers le front, son abdomen est brun pâle, avec des taches brun foncé et vertes et ses pattes antérieures sont ambre, tandis que ses trois autres paires sont jaune pâle.

## Alimentation
Bagheera kiplingi est la seule araignée connue à avoir un régime principalement herbivore. En effet, elle se nourrit de corps beltiens, excroissances sucrées et protéinées produites au bout des feuilles de certaines espèces d'Acacia. Les corps beltiens sont perçus comme le résultat d'une coévolution entre les Acacia et certaines espèces de fourmis. Ces dernières s'en nourrissent et les défendent. Toutefois, B. kiplingi arrive à déjouer la défense des fourmis pour se servir. Meehan et ses collègues ont étudié cette espèce sur deux sites, au Mexique et au Costa Rica, où les corps beltiens représentaient respectivement 90 % et 60 % de l'alimentation de l'araignée. Quand l'atmosphère s'assèche, cette araignée sauteuse recherche à nouveau plus de protéines animales.

## Étymologie
Le nom de l'espèce fait référence à l'auteur Rudyard Kipling, tandis que le nom du genre est issu du personnage de Bagheera, dans Le Livre de la jungle, œuvre célèbre de Kipling.

## Publication originale
- Peckham & Peckham, 1896 : Spiders of the family Attidae from Central America and Mexico. Occasional Papers of the Natural History Society of Wisconsin, vol. 3, no 1, p. 1-101 (texte intégral).